# Nicht schuldig
Nicht schuldig (Originaltitel: The Juror) ist ein US-amerikanischer Spielfilm aus dem Jahr 1996 mit Demi Moore und Alec Baldwin in den Hauptrollen. Regie führte Brian Gibson, das Drehbuch schrieb Ted Tally nach dem gleichnamigen Roman von George Dawes Green.

## Handlung
Annie Laird, Künstlerin und alleinerziehende Mutter des zwölfjährigen Oliver, wird Geschworene in einem Mordprozess gegen den Mafiaboss Louie Boffano.
Sie lernt einen Mann kennen, der sie verführt und sich bald als Killer entpuppt, der „der Lehrer“ genannt wird und der für den angeklagten Mafiaboss arbeitet. Der „Lehrer“ verlangt von Annie, als Geschworene „nicht schuldig“ zu votieren, und später, auch die anderen Geschworenen zu diesem Votum zu bewegen. Der „Lehrer“ bespitzelt Annie und droht ihr damit, ihren Sohn zu töten, falls sie sich widersetze. Annie gelingt es, bei den Geschworenen Zweifel an den vorgebrachten Beweisen gegen Boffano zu wecken, so dass er schließlich freigesprochen wird. Doch „der Lehrer“ bedroht Annie weiter. Als die Polizei Kontakt mit ihr aufnimmt, da sie als Geschworene den Eindruck erweckt hat, unter Druck zu stehen, tötet „der Lehrer“ Annies Freundin Juliet, um sie an die ständige Bedrohung zu erinnern.
Annie setzt sich nun allerdings zur Wehr. Sie bringt ihren Sohn zu einem Freund nach Guatemala, wo sie ihn in Sicherheit wähnt. Dann kehrt sie zurück und verabredet mit dem „Lehrer“ ein Treffen, bei dem dieser sich abschätzig über Boffano äußert, was Annie auf Tonband aufnimmt. Die Aufnahme gibt sie Boffano, der im Gegenzug verspricht, sie und ihren Sohn dafür in Ruhe zu lassen. Aufgebracht durch Annies Mitschnitt will Boffano den „Lehrer“ töten lassen, doch kommt dieser ihm – die Bedrohung ahnend – zuvor.
Der „Lehrer“ ruft anschließend Annie an, er werde nun ihren Sohn töten, dessen Zufluchtsort er schon bald entdeckt hat. Er fliegt nach Guatemala; aber auch Annie eilt dorthin und am Ende erschießt sie den „Lehrer“.

## Kritiken
Der Film erhielt gemischte Kritiken. Während die Handlung und die Inszenierung eher gelobt wurden, bekam Demi Moore schlechte Bewertungen. Die Kinozeitschrift Cinema nannte die Schauspielerin in ihrer Ausgabe 6/1996 eine „glatte Fehlbesetzung“; Milan Pavlovic bezeichnete sie im Kölner Stadt-Anzeiger als „schlagzeilensüchtig“. Das Lexikon des internationalen Films resümiert:  „Ein in der Anlage interessanter, in der Entwicklung aber simpler und vorhersehbarer Thriller; fragwürdig durch seine Werbung für Vergeltung.“

## Auszeichnungen
Demi Moore bekam 1997 für diese Rolle und die in Striptease die Goldene Himbeere als schlechteste Schauspielerin.